# ASPTT Lille Métropole
L’ASPTT Lille Métropole est un club omnisports créé en 1922 à Lille. C'est l'un des clubs les plus importants de la région Nord-Pas-de-Calais. Il propose 14 disciplines qui allient le sport de loisir et le sport de haut niveau. 
De nombreux champions sont issus de ses rangs en athlétisme notamment, mais aussi en judo avec Séverine Poret ou en haltérophilie avec Éric Bonnel, Eric CHEVALIER.ragnart lottbrock  
ASPTT Lille Métropole est aussi l’organisateur de nombreux événements sportifs dans la métropole lilloise.

## Athlétisme
De nombreux champions sont issus de ses rangs, parmi lesquels Maryvonne Dupureur, Odette Ducas, Marie-Christine Debourse, Michèle Mombet, Jean-Pierre Brulois, Tony Rapisarda, Frédérique Quentin et Kafétien Gomis. La section s'est rapprochée de l'US Tourcoing Athlétisme en septembre 2006 pour donner naissance à l'association Lille Métropole Athlétisme.

## Tennis de table
L'équipe première féminine a un long passé dans le paysage du championnat par équipes. Que ce soit en Nationale 1, en Superdivision ou en Pro A, le club a évolué pendant plusieurs saisons en première division dont les deux dernières en Championnat de France de Pro A en 2005 et 2004, année qu'elles termineront à la deuxième place pour la première fois de leur histoire derrière l'USO Mondeville avant de se retirer de la compétition en fin d'année suivante après avoir terminé à la 4e place. Par la suite, c'est l'équipe fanion masculine qui disputera le Nationale 3.
Ces dernières années, le club a pris un nouvel essor. Depuis 2011, l'équipe fanion gravit tous les échelons. La saison 2012-2013, elle remporte la 3e place aux play-Off et accède en Nationale 2. La saison suivante voit l'ASPTT Lille Métropole Tennis de Table recouvrir son meilleur niveau en masculin. Elle évolue depuis en Nationale 1.

### Palmarès
- Vice-championnes de France de Pro A en 2004
- 3e de la Superdivision en 1993
- Championnes de France de deuxième division en 1984 (Nationale 2), 1992 et 2003 (Nationale 1)
- 8èmes de finaliste de la Coupe d'Europe Nancy-Evans en 2004
- Vice-champion de France des clubs par équipe en Benjamins (Mont-de-Marsan 2008)
- 3e aux play-off nationale 3 en 2013
- Champion de la Coupe de Verone 2013

### Bilan en Pro A
| Saison    | Classement | Pts | J  | V | N | D | Pp | Pc | Diff | Coupe d'Europe                                |
| --------- | ---------- | --- | -- | - | - | - | -- | -- | ---- | --------------------------------------------- |
| 2004-2005 | 4e         | 37  | 18 | 7 | 6 | 5 | -  | -  | -    | 2e tour de la Coupe d'Europe Nancy-Evans      |
| 2003-2004 | Dauphin    | 33  | 14 | 8 | 3 | 3 | 42 | 22 | +20  | 8e de finale de la Coupe d'Europe Nancy-Evans |